# Nezavisna kultura u Hrvatskoj
Nezavisna kultura u Hrvatskoj je kulturna scena koji obuhvaća različite aktere (pojedince, grupe, udruge, platforme, inicijative, kampanje i sl.) s područja kulture koji djeluju nezavisno od isključivog patronata državnih, lokalnih ili regionalnih institucija, te komercijalnih interesa korporativnog tj. privatnog sektora. Snažno se razvija 90-ih 20. stoljeća, te prolazi kroz intenzivne procese umrežavanja tijekom ranih 2000-ih, te kasnije kapacitiranja i regionalnog koordiniranja i suradnje. 

## Pojam
Definiranje pojma nezavisna kultura nije lišeno određenih prijepora. Engleski jezik i anglosaksonska kultura uglavnom poznaje nezavisnu kulturnu produkciju kroz alternative filmskoj ili glazbenoj industriji. Prema E. Višnić taj pojam obuhvaća sve one aktere na području kulture koje nisu osnovale državne ili neke druge vanjske institucije, a koji samostalno definiraju svoje organizacijske strukture, tijela i procese odlučivanja i upravljanja te koji financijski i programski ne ovise isključivo o državi ili nekom trećem subjektu.
Emina Višnić pojmu nezavisna kultura daje prednost u odnosu na pojmove koji bi mogli biti alternativa pojmu nezavisna kultura. Neki od alternativnih pojmova su: alternativna kultura, urbana kultura,  kultura mladih, podkultura, kontra-kultura. Kao što se vidi, nekoliko alternativnih pojmova ukazuje samo na jedan dio kulturnog polja pa je bolji izbor nezavisna kultura. Ovo kulturno polje i pojam koji ga označuje koriste njegovi ključni akteri.

## Dionici
Dionici nezavisne kulturne scene pretežno su udruge i organizacije civilnog društva s područja suvremene kulture i umjetnosti, a njihovo djelovanje „obilježavaju društveno angažirane, aktivističke i progresivne umjetničke prakse, preispitivanje institucionalnih okvira djelovanja u kulturnom polju te uspostavljanje novih modela kolektivnog djelovanja, uključujući taktičko umrežavanje u svrhu poboljšavanja uvjeta rada.” Organizacija struktura udruga s područja nezavisne kulture najčešće je postavljena horizontalno. Dionici nezavisne kulturne scene često se nalaze u marginaliziranom položaju – u odnosu na javni sektor s područja kulture. Financijska nesigurnost te nedostatak prostora za djelovanje „izravna je posljedica neravnopravnog položaja nezavisne scene unutar kulturnog sustava.” Posljedica toga je trajna nesigurnost djelovanja dionika na nezavisnoj kulturnoj sceni. Takvi uvjeti mogu dovesti do narušavanja stabilnosti pa čak i do propadanja pojedinih organizacija. Za dionike na nezavisnoj kulturnoj sceni karakteristično je i djelovanje na najrazličitijim područjima kulture i umjetnosti pri čemu je veoma izražena društvena osviještenost i orijentiranost na aktivizam. 

## Povijest

### 90-te godine 20. stoljeća
U Republici Hrvatskoj, kao i u većini postsocijalističkih država Jugoistočne Europe, generalni kulturni krajolik obilježen je dominacijom tzv. službene kulture koju stvaraju i nose institucije vlasti te glomazni sustav ustanova s područja kulture koje su u vlasništvu i pod izravnom kontrolom državne uprave – bilo središnje, regionalne ili lokalne. Do uspostavljanja nezavisne kulturne scene u Republici Hrvatskoj dolazi početkom 90-ih godina 20. stoljeća, nakon propasti Socijalističke Federativne Republike Jugoslavije. Iako tada dolazi do brojnih promjena na društveno-političkom planu, javni sektor s područja kulture nije doživio bitnu strukturnu tranziciju te on i danas – uglavnom – funkcionira prema nasljeđenim i zastarjelim, a za nove okolnosti, neprimjerenim principima.
Prvu fazu djelovanja nezavisne kulturne scene u Hrvatskoj – u zadnjem desetljeću 20. stoljeća – obilježavaju organizacije koje su usmjerene uglavnom na same sebe, koje djeluju manje-više samostalno te je čitava scena atomizirana. U tom razdoblju, ne postoji niti nacionalna, a niti lokalne kulturne strategije dok je kulturna politika i dalje orijentirana na reprezentativne oblike djelovanja. Zbog nemogućnosti financiranja od strane nacionalne te lokalnih vlasti, mnogi dionici na nezavisnoj kulturnoj sceni okreću se međunarodnim fondacijama. Jedna od vodećih fondacija koja je financirala programe na nezavisnoj kulturnoj sceni bio je Institut otvoreno društvo – Hrvatska. Akteri koji su dobili potporu spomenute fondacije uspjeli su "osigurati prepoznavanje u zajednici, na način da su ponudili drugi tip kulturne i umjetničke prakse te tako Hrvatsku držali u doticaju sa suvremenim svjetskim trendovima na kulturnoj i umjetničkoj sceni." Godine 1991. osnovan je Labin Art Express, a nekoliko godina ranije, 1988. godine, osnovana je i dubrovačka organizacija Art radionica Lazareti. Umjetnik Slaven Tolj bio je glavni pokretač te organizacije iz Dubrovnika. Njihovo je djelovanje obilježeno angažmanom oko relevantnih društvenih pitanja, a ujedno i izazvano tadašnjom situacijom u kojoj je jedina opcija kulture bila tradicijska i nacionalna kultura.

### 21. stoljeće

#### Od 2000. do 2010. godine
Prema E. Višnić, druga faza razvoja nezavisne kulturne scene nastupa na prijelazu iz 2001. u 2002. godinu kada se organizacije nezavisne kulturne scene počinju povezivati i osnaživati. U to se vrijeme povećava broj aktera i programa na nezavisnoj kulturnoj sceni te dolazi do izgradnje scene koju tvore različite neformalne inicijative, nevladine organizacije, neprofitni klubovi i umjetničke organizacije. Neki od primjera za nove oblike djelovanja na nezavisnoj kulturnoj sceni su: Savez udruga Klubtura / mreža Clubture te lokalna suradnička platforma Zagreb — Kulturni kapital Evrope 3000. Događaju se i manji pomaci glede financiranja pa je pri Ministarstvu kulture RH osnovano Vijeće za medijsku kulturu. U Gradskom uredu za kulturu Grada Zagreba osnovana je Komisija (danas Vijeće) za urbanu kulturu i kulturu mladih. Glede financiranja programa na nezavisnoj kulturnoj sceni, ovu fazu obilježava i naglo smanjivanje financiranja programa te povlačenje međunarodnih fondova nakon dovršene prve faze tranzicije i demokratizacije. Nezavisna kultura se i dalje promatra kao alternativna, kao dio kulture koji je u opozicijskom odnosu prema institucionalnoj tzv. dominantnoj kulturi. Godine 2001. Multimedijalni institut inicira proces izgradnje programske platforme nezavisnih kulturnih organizacija, inicijativa i neprofitnih klubova, a to će rezultirati osnivanjem mreže Clubture. U svibnju 2002. godine održana je i prva formalna sjednica Skupštine te mreže i osnovan je pravni subjekt pod nazivom Savez udruga Klubtura. Ključna pokretačka ideja oko koje je oformljena mreža Clubture bila je jačanje organizacija – kao i nezavisnog kulturnog sektora u cjelini – kroz razvoj modela koji će stimulirati intenzivnu programsku i projektnu suradnju i razmjenu između članica mreže kao i s drugima koji su zainteresirani za razmjenu raznolikih sadržaja.
Sredinom 2004. godine počinje se prepoznavati početak treće faze razvoja nezavisne kulturne scene u Hrvatskoj. Ovu fazu razvoja nezavisne kulture obilježava okretanje prema sustavu, "prema njegovoj promjeni koja će omogućiti prihvaćanje njezinih transformativnih potencijala".  U tom razdoblju, dionici na nezavisnoj kulturnoj sceni bave se infrastrukturnim i institucionalnim okvirom za djelovanje predlažući razna dugoročna rješenja, provodeći javne rasprave i medijske kampanje preko kojih nastoje osigurati vlastiti razvoj, ali i transformaciju čitavog kulturnog sustava kao cjeline. 
Mreža Clubture 2008. godine pokrenula je program Clubture Forum kako bi stvorila uvjete za kontinuirani transfer informacija, specifičnih znanja i vještina između organizacija nezavisne kulturne scene, jačanje međusobnih partnerskih odnosa među njima, te utjecala na njihovu vidljivost prema donosiocima odluka i široj javnosti. 1. Clubture Forum održan je u Rijeci od 5. do 8. lipnja 2008. godine.
Posljednji Clubture Forum, 14. po redu, održan je u Osijeku od 24. do 26. rujna 2021. godine.
Godine 2008. osnovan je POGON – Zagrebački centar za nezavisnu kulturu i mlade, a to je bila prva javna ustanova u kulturi u Republici Hrvatskoj čije se djelovanje temelji na principima civilno-javnog partnerstva.

#### Nakon 2010. godine
Projekt koji nastoji dokumentirati i arhivirati djelovanje dionika sa nezavisne kulturne scene u Hrvatskoj je Centar za dokumentiranje nezavisne kulture. To je tzv. arhiv zajednice (engl. community archive) za nezavisnu kulturnu scenu u Hrvatskoj, a osnovan je u Zagrebu 2011. godine. Suradnički je projekt koji vode dvije udruge, a to su: Udruga za promicanje kultura Kulturtreger i KURZIV.

## Taktičko umrežavanje
Pojam taktičko umrežavanje označava nove oblike sociokulturnih praksi u nastajanju. Taktičke mreže (intenzivne suradničke platforme) nadilaze razinu, modele, kompleksnost i intenzitet aktivnosti koje su razvile članske mreže. Karakterizira ih širenje definicije kulturnog djelovanja te razvoj novih suradničkih praksi i modela. Taktičke mreže tj. suradničke platforme znatno proširuju "područje kulture, definirajući ga ne kao umjetnost i baštinu, što je tradicionalan pristup koji je desetljećima dominirao europskom kulturom, nego kao područje intenzivne interkacije između društvenog, tehnološkog i umjetničkog."
Nakon 5 godina neformalnog koordiniranja i suradnji, uspostavljena je Mreža društveno-kulturnih centara DKC-HR. Ta je mreža osnovana 28. svibnja 2020. godine u Zagrebu.

### Primjeri umrežavanja
- Savez udruga Klubtura / mreža Clubture
- Zagovaračka platforma POLICY_FORUM
- Lokalna suradnička platforma Zagreb — Kulturni kapital Evrope 3000

#### Zagreb – Kulturni kapital Evrope 3000
Zagreb – Kulturni kapital Evrope 3000 bio je prvi veći zajednički i dugotrajniji projekt nezavisne scene u Zagrebu 2000-ih godina te je značajno doprinio njezinoj lokalnoj i međunarodnoj vidljivosti. Osim toga, ovaj je projekt također ostavio traga i na javnim politikama prema nezavisnoj kulturi, a označio je i okret prema društvenom aktivizmu. Tu su  platformu 2003. godine pokrenule organizacije Centar za dramsku umjetnost, Multimedijalni institut, Platforma 9,81 i Što, kako i za koga/WHW, a kasnije su se priključile i još neke organizacije kao što su: Bacači sjenki, BLOK-Lokalna baza za osvježavanje kulture, Community Art i udruga Kontejner.

## Festivali u Hrvatskoj
Ovo je nepotpun popis festival koji se tiču nezavisne kulture u Hrvatskoj:
- Urbanfestival
- Ekstravagantna tijela
- Touch me
- Device Art

## Vanjske poveznice
- http://abcdnk.hr/
- https://www.clubture.org/
- Mrežna stranica Mreže društveno-kulturnih centara